# Temnostega
Temnostega is een geslacht van kevers uit de familie van de loopkevers (Carabidae). De wetenschappelijke naam van het geslacht is voor het eerst geldig gepubliceerd in 1905 door Günther Enderlein.

## Soorten
Het geslacht Temnostega is monotypisch en omvat slechts de volgende soort:
- Temnostega antarctica Enderlein, 1905